# Liste des lauréats des The Best FIFA Football Awards
The Best FIFA Football Awards sont des trophées décernés par la Fédération internationale de football association, qui récompensent les meilleurs joueurs, entraîneurs et supporteurs de football, chaque année depuis 2016, dans plusieurs catégories du football masculin et féminin.
Les prix sont remis lors de cérémonies dont la première a eu lieu le 9 janvier 2017 à Zurich, en Suisse.
Le prix prend la suite du prix de Joueur mondial de la FIFA, après une parenthèse de six ans (2010-2015) où il avait fusionné avec le Ballon d'Or de France Football sous le nom de FIFA Ballon d'Or,. Pour le football masculin, Lionel Messi est le meilleur joueur, et pour le féminin, c'est Aitana Bonmatí.

## Lauréats

### The Best, Joueur de la FIFA
| Année | Vainqueur                                           | Deuxième                                          | Troisième                                   |
| ----- | --------------------------------------------------- | ------------------------------------------------- | ------------------------------------------- |
| 2016  | Cristiano Ronaldo (Real Madrid)                     | Lionel Messi (FC Barcelone)                       | Antoine Griezmann (Atlético Madrid)         |
| 2017  | Cristiano Ronaldo (Real Madrid)                     | Lionel Messi (FC Barcelone)                       | Neymar (FC Barcelone / Paris Saint-Germain) |
| 2018  | Luka Modrić (Real Madrid)                           | Cristiano Ronaldo (Real Madrid / Juventus FC)     | Mohamed Salah (Liverpool FC)                |
| 2019  | Lionel Messi (FC Barcelone)                         | Virgil van Dijk (Liverpool FC)                    | Cristiano Ronaldo (Juventus FC)             |
| 2020  | Robert Lewandowski (Bayern Munich)                  | Cristiano Ronaldo (Juventus FC)                   | Lionel Messi (FC Barcelone)                 |
| 2021  | Robert Lewandowski (Bayern Munich)                  | Lionel Messi (FC Barcelone / Paris Saint-Germain) | Mohamed Salah (Liverpool FC)                |
| 2022  | Lionel Messi (Paris Saint-Germain)                  | Kylian Mbappé (Paris Saint-Germain)               | Karim Benzema (Real Madrid)                 |
| 2023  | Lionel Messi (Paris Saint-Germain / Inter Miami CF) | Erling Haaland (Manchester City)                  | Kylian Mbappé (Paris Saint-Germain)         |
| 2024  | Vinícius Júnior (Real Madrid)                       | Rodri (Manchester City)                           | Jude Bellingham (Real Madrid)               |

### The Best, Joueuse de la FIFA
| Année | Vainqueur                                    | Deuxième                                        | Troisième                                             |
| ----- | -------------------------------------------- | ----------------------------------------------- | ----------------------------------------------------- |
| 2016  | Carli Lloyd (Houston Dash)                   | Marta (FC Rosengård)                            | Melanie Behringer (Bayern Munich)                     |
| 2017  | Lieke Martens (FC Rosengård / FC Barcelone)  | Carli Lloyd (Houston Dash / Man. City)          | Deyna Castellanos (Santa Clarita Blue Heat)           |
| 2018  | Marta (Pride d'Orlando)                      | Dzsenifer Marozsán (Olympique lyonnais)         | Ada Hegerberg (Olympique lyonnais)                    |
| 2019  | Megan Rapinoe (Reign FC de Seattle)          | Alex Morgan (Pride d'Orlando)                   | Lucy Bronze (Olympique lyonnais)                      |
| 2020  | Lucy Bronze (Olympique lyonnais / Man. City) | Pernille Harder (VfL Wolfsburg / Chelsea FC)    | Wendie Renard (Olympique lyonnais)                    |
| 2021  | Alexia Putellas (FC Barcelone)               | Sam Kerr (Chelsea FC)                           | Jennifer Hermoso (FC Barcelone)                       |
| 2022  | Alexia Putellas (FC Barcelone)               | Alex Morgan (Wave de San Diego)                 | Beth Mead (Arsenal)                                   |
| 2023  | Aitana Bonmatí (FC Barcelone)                | Jennifer Hermoso (CF Pachuca Femenil)           | Linda Caicedo (Deportivo Cali Femenino / Real Madrid) |
| 2024  | Aitana Bonmatí (FC Barcelone)                | Barbra Banda (Shanghai Shengli / Orlando Pride) | Caroline Graham Hansen (FC Barcelone)                 |

### The Best, Gardien de but de la FIFA
| Année | Vainqueur                                   | Deuxième                                   | Troisième                          |
| ----- | ------------------------------------------- | ------------------------------------------ | ---------------------------------- |
| 2017  | Gianluigi Buffon (Juventus FC)              | Manuel Neuer (Bayern Munich)               | Keylor Navas (Real Madrid)         |
| 2018  | Thibaut Courtois (Chelsea FC / Real Madrid) | Hugo Lloris (Tottenham Hotspur)            | Kasper Schmeichel (Leicester City) |
| 2019  | Alisson (Liverpool FC)                      | Marc-André ter Stegen (FC Barcelone)       | Ederson (Manchester City)          |
| 2020  | Manuel Neuer (Bayern Munich)                | Alisson (Liverpool FC)                     | Jan Oblak (Atlético de Madrid)     |
| 2021  | Édouard Mendy (Chelsea FC)                  | Gianluigi Donnarumma (Paris Saint-Germain) | Manuel Neuer (Bayern Munich)       |
| 2022  | Emiliano Martínez (Aston Villa)             | Thibaut Courtois (Real Madrid)             | Yassine Bounou (Séville FC)        |
| 2023  | Ederson (Manchester City)                   | Thibaut Courtois (Real Madrid)             | Yassine Bounou (Séville FC)        |
| 2024  | Emiliano Martínez (Aston Villa)             | Ederson (Manchester City)                  | Unai Simón (Athletic Bilbao)       |

### The Best, Gardienne de but de la FIFA
| Année | Vainqueur                                             | Deuxième                                             | Troisième                                              |
| ----- | ----------------------------------------------------- | ---------------------------------------------------- | ------------------------------------------------------ |
| 2019  | Sari van Veenendaal (Arsenal FC / Atlético de Madrid) | Christiane Endler (Paris Saint-Germain)              | Hedvig Lindahl (Chelsea / VfL Wolfsburg)               |
| 2020  | Sarah Bouhaddi (Olympique lyonnais)                   | Christiane Endler (Paris Saint-Germain)              | Alyssa Naeher (Red Stars de Chicago)                   |
| 2021  | Christiane Endler (Olympique lyonnais)                | Stephanie Labbé (FC Rosengård / Paris Saint-Germain) | Ann-Katrin Berger (Chelsea)                            |
| 2022  | Mary Earps (Manchester United)                        | Christiane Endler (Olympique lyonnais)               | Ann-Katrin Berger (Chelsea)                            |
| 2023  | Mary Earps (Manchester United)                        | Cata Coll (FC Barcelone)                             | Mackenzie Arnold (West Ham United)                     |
| 2024  | Alyssa Naeher (Red Stars de Chicago)                  | Cata Coll (FC Barcelone)                             | Mary Earps (Manchester United) / (Paris Saint-Germain) |

### The Best, Entraîneur de la FIFA pour le football masculin
| Année | Vainqueur                           | Deuxième                           | Troisième                               |
| ----- | ----------------------------------- | ---------------------------------- | --------------------------------------- |
| 2016  | Claudio Ranieri (Leicester City)    | Zinedine Zidane (Real Madrid)      | Fernando Santos (Équipe du Portugal)    |
| 2017  | Zinédine Zidane (Real Madrid)       | Massimiliano Allegri (Juventus FC) | Antonio Conte (Chelsea FC)              |
| 2018  | Didier Deschamps (Équipe de France) | Zinédine Zidane (Real Madrid)      | Zlatko Dalić (Croatie)                  |
| 2019  | Jürgen Klopp (Liverpool FC)         | Pep Guardiola (Manchester City)    | Mauricio Pochettino (Tottenham Hotspur) |
| 2020  | Jürgen Klopp (Liverpool FC)         | Hans-Dieter Flick (Bayern Munich)  | Marcelo Bielsa (Leeds United)           |
| 2021  | Thomas Tuchel (Chelsea FC)          | Roberto Mancini (Italie)           | Pep Guardiola (Manchester City)         |
| 2022  | Lionel Scaloni (Argentine)          | Carlo Ancelotti (Real Madrid)      | Pep Guardiola (Manchester City)         |
| 2023  | Pep Guardiola (Manchester City)     | Luciano Spalletti (SSC Naples)     | Simone Inzaghi (Inter Milan)            |
| 2024  | Carlo Ancelotti (Real Madrid)       | Xabi Alonso (Bayer Leverkusen)     | Pep Guardiola (Manchester City)         |

### The Best – Entraîneur de la FIFA pour le football féminin
| Année | Vainqueur                                       | Deuxième                                            | Troisième                                                  |
| ----- | ----------------------------------------------- | --------------------------------------------------- | ---------------------------------------------------------- |
| 2016  | Silvia Neid (Équipe d'Allemagne)                | Jill Ellis (Équipe des États-Unis)                  | Pia Sundhage (Équipe de Suède)                             |
| 2017  | Sarina Wiegman (Équipe des Pays-Bas)            | Nils Nielsen (Équipe du Danemark)                   | Gérard Prêcheur (Olympique lyonnais)                       |
| 2018  | Reynald Pedros (Olympique lyonnais)             | Sarina Wiegman (Équipe des Pays-Bas)                | Asako Takakura (Équipe du Japon)                           |
| 2019  | Jill Ellis (Équipe des États-Unis)              | Sarina Wiegman (Équipe des Pays-Bas)                | Phil Neville (Équipe d'Angleterre)                         |
| 2020  | Sarina Wiegman (Équipe des Pays-Bas)            | Jean-Luc Vasseur (Olympique lyonnais)               | Emma Hayes (Chelsea FC)                                    |
| 2021  | Emma Hayes (Chelsea)                            | Lluís Cortés (FC Barcelone / Équipe d'Ukraine)      | Sarina Wiegman (Équipe d'Angleterre / Équipe des Pays-Bas) |
| 2022  | Sarina Wiegman (Équipe d'Angleterre)            | Sonia Bompastor (Olympique lyonnais)                | Pia Sundhage (Équipe du Brésil)                            |
| 2023  | Sarina Wiegman (Équipe d'Angleterre)            | Emma Hayes (Chelsea FC)                             | Jonatan Giráldez (Équipe d'Espagne)                        |
| 2024  | Emma Hayes (Chelsea FC / Équipe des États-Unis) | Jonatan Giráldez (FC Barcelone / Washington Spirit) | Arthur Elias (Corinthians / (Équipe du Brésil)             |

### Distinction Fair-play de la FIFA
| Année | Gagnant                      |
| ----- | ---------------------------- |
| 2016  | Atlético Nacional            |
| 2017  | Francis Koné                 |
| 2018  | Lennart Thy                  |
| 2019  | Marcelo Bielsa               |
| 2020  | Mattia Agnese                |
| 2021  | Équipe nationale du Danemark |
| 2022  | Luka Lochoshvili             |
| 2023  | Équipe nationale du Brésil   |
| 2024  | Thiago Maia                  |

### Prix FIFA Carrière
| Année | Gagnant |
| ----- | ------- |
| 2016  | Falcão  |

### Prix spécial de la FIFA
| Année | Gagnant            | Raison                                                                       |
| ----- | ------------------ | ---------------------------------------------------------------------------- |
| 2021  | Cristiano Ronaldo  | Plus grand nombre de buts internationaux marqués par un footballeur masculin |
| 2021  | Christine Sinclair | Plus grand nombre de buts internationaux marqués par une footballeuse        |
| 2022  | Pelé               | Pour sa carrière dans le football, à titre posthume                          |
| 2023  | Marta              | Pour sa carrière dans le football féminin                                    |

### Prix Puskás de la FIFA
| Année | Rang | Joueur                 | Équipe                 | Adversaire                |
| ----- | ---- | ---------------------- | ---------------------- | ------------------------- |
| 2016  | 1er  | Mohd Faiz Subri        | Penang                 | Pahang                    |
| 2016  | 2e   | Marlone                | Corinthians            | Cobresal                  |
| 2016  | 3e   | Daniuska Rodríguez     | Venezuela              | Colombie                  |
| 2017  | 1er  | Olivier Giroud         | Arsenal                | Crystal Palace            |
| 2017  | 2e   | Oscarine Masuluke      | Baroka                 | Orlando Pirates           |
| 2017  | 3e   | Deyna Castellanos      | Venezuela -17 ans      | Cameroun -17 ans          |
| 2018  | 1er  | Mohamed Salah          | Liverpool              | Everton                   |
| 2018  | 2e   | Cristiano Ronaldo      | Real Madrid            | Juventus                  |
| 2018  | 3e   | Giorgian De Arrascaeta | Cruzeiro EC            | América FC                |
| 2019  | 1er  | Dániel Zsóri           | Debrecen VSC           | Ferencváros               |
| 2019  | 2e   | Lionel Messi           | FC Barcelone           | Betis Séville             |
| 2019  | 3e   | Juan Fernando Quintero | River Plate            | Racing Club de Avellaneda |
| 2020  | 1er  | Son Heung-min          | Tottenham Hotspur      | Burnley FC                |
| 2020  | 2e   | Giorgian De Arrascaeta | CR Flamengo            | Ceará SC                  |
| 2020  | 3e   | Luis Suárez            | FC Barcelone           | RCD Majorque              |
| 2021  | 1er  | Erik Lamela            | Tottenham Hotspur      | Arsenal                   |
| 2021  | 2e   | Mehdi Taremi           | FC Porto               | Chelsea Football Club     |
| 2021  | 3e   | Patrick Schick         | République tchèque     | Écosse                    |
| 2022  | 1er  | Marcin Oleksy          | Warta Poznań           | Stal Rzeszów              |
| 2022  | 2e   | Dimitri Payet          | Olympique de Marseille | PAOK Salonique            |
| 2022  | 3e   | Richarlison            | Brésil                 | Serbie                    |
| 2023  | 1er  | Guilherme Madruga      | Botafogo-SP            | Grêmio Novorizontino      |
| 2023  | 2e   | Nuno Santos            | Sporting CP            | Boavista                  |
| 2023  | 3e   | Julio Enciso           | Brighton & Hove Albion | Manchester City           |
| 2024  | 1er  | Alejandro Garnacho     | Manchester United      | Everton                   |
| 2024  | 2e   | Yassine Benzia         | Algérie                | Afrique du Sud            |
| 2024  | 3e   | Denis Omedi            | Kitara                 | Kampala                   |

### Prix des supporters de la FIFA
| Année | Gagnant                                                                         |
| ----- | ------------------------------------------------------------------------------- |
| 2016  | Supporters du Borussia Dortmund et de Liverpool                                 |
| 2017  | Supporters du Celtic FC                                                         |
| 2018  | Supporters du Pérou                                                             |
| 2019  | Silvia Grecco, supportrice du SE Palmeiras                                      |
| 2020  | Marivaldo Francisco da Silva, supporter du Sport Club do Recife                 |
| 2021  | Supporters du Danemark et de la Finlande                                        |
| 2022  | Supporters de l'Argentine                                                       |
| 2023  | Hugo Daniel "Toto" Iniguez, supporter du Club Atlético Colón                    |
| 2024  | Guilherme Gandra Moura, supporter du joueur du Los Angeles Galaxy, Gabriel Pec. |

### FIFA/FIFPro World XI
Ce onze existe depuis 2005 et est intégré en 2016 aux The Best FIFA Football Awards.
| Année | Gardien                                    | Défenseurs | Milieux | Attaquants |
| ----- | ------------------------------------------ | --- | --- | --- |
| 2016  | Manuel Neuer (Bayern Munich)               | Marcelo (Real Madrid) Sergio Ramos (Real Madrid) Gerard Piqué (FC Barcelone) Dani Alves (FC Barcelone/Juventus)                 | Andrés Iniesta (FC Barcelone) Luka Modrić (Real Madrid) Toni Kroos (Real Madrid)                            | Cristiano Ronaldo (Real Madrid) Luis Suárez (FC Barcelone) Lionel Messi (FC Barcelone)                                                         |
| 2017  | Gianluigi Buffon (Juventus)                | Marcelo (Real Madrid) Sergio Ramos (Real Madrid) Leonardo Bonucci (Juventus/AC Milan) Dani Alves (Juventus/Paris Saint-Germain) | Andrés Iniesta (FC Barcelone) Luka Modrić (Real Madrid) Toni Kroos (Real Madrid)                            | Cristiano Ronaldo (Real Madrid) Neymar (FC Barcelone /Paris Saint-Germain) Lionel Messi (FC Barcelone)                                         |
| 2018  | David de Gea (Manchester United)           | Marcelo (Real Madrid) Sergio Ramos (Real Madrid) Raphael Varane (Real Madrid) Dani Alves (Paris Saint-Germain)                  | Eden Hazard (Chelsea) Luka Modrić (Real Madrid) N'Golo Kanté (Chelsea)                                      | Cristiano Ronaldo (Real Madrid/Juventus) Kylian Mbappé (Paris Saint-Germain) Lionel Messi (FC Barcelone)                                       |
| 2019  | Alisson (Liverpool FC)                     | Marcelo (Real Madrid) Sergio Ramos (Real Madrid) Virgil van Dijk (Liverpool FC) Matthijs de Ligt (Ajax Amsterdam/Juventus)      | Frenkie de Jong (Ajax Amsterdam/FC Barcelone) Eden Hazard (Chelsea/Real Madrid) Luka Modrić (Real Madrid)   | Cristiano Ronaldo (Juventus) Kylian Mbappé (Paris Saint-Germain) Lionel Messi (FC Barcelone)                                                   |
| 2020  | Alisson (Liverpool FC)                     | Trent Alexander-Arnold (Liverpool FC) Sergio Ramos (Real Madrid) Virgil van Dijk (Liverpool FC) Alphonso Davies (Bayern Munich) | Joshua Kimmich (Bayern Munich) Kevin De Bruyne (Manchester City) Thiago Alcântara (Bayern Munich/Liverpool) | Cristiano Ronaldo (Juventus) Robert Lewandowski (Bayern Munich) Lionel Messi (FC Barcelone)                                                    |
| 2021  | Gianluigi Donnarumma (Paris Saint-Germain) | David Alaba (Real Madrid) Leonardo Bonucci (Juventus) Rúben Dias (Manchester City)                                              | Kevin De Bruyne (Manchester City) N'Golo Kanté (Chelsea) Jorginho (Chelsea)                                 | Cristiano Ronaldo (Manchester United) Robert Lewandowski (Bayern Munich) Erling Haaland (Borussia Dortmund) Lionel Messi (Paris Saint-Germain) |
| 2022  | Thibaut Courtois (Real Madrid)             | Achraf Hakimi (Paris Saint-Germain) Virgil van Dijk (Liverpool) João Cancelo (Bayern Munich)                                    | Kevin De Bruyne (Manchester City) Casemiro (Manchester United) Luka Modrić (Real Madrid)                    | Kylian Mbappe (Paris Saint-Germain) Erling Haaland (Manchester City) Karim Benzema (Real Madrid) Lionel Messi (Paris Saint-Germain)            |
| 2023  | Thibaut Courtois (Real Madrid)             | Kyle Walker (Manchester City) John Stones (Manchester City) Rúben Dias (Manchester City)                                        | Bernardo Silva (Manchester City) Jude Bellingham (Real Madrid) Kevin De Bruyne (Manchester City)            | Lionel Messi (Paris Saint-Germain) Kylian Mbappe (Paris Saint-Germain) Erling Haaland (Manchester City) Vinícius Júnior (Real Madrid)          |
| 2024  | Emiliano Martinez (Aston Villa)            | Dani Carvajal (Real Madrid) Antonio Rüdiger (Real Madrid) Rúben Dias (Manchester City) William Saliba (Arsenal)                 | Rodri (Manchester City) Jude Bellingham (Real Madrid) Toni Kroos (Real Madrid, retraité)                    | Lamine Yamal (FC Barcelone) Erling Haaland (Manchester City) Vinícius Júnior (Real Madrid)                                                     |

### FIFA/FIFPro Women's World XI
Ce onze existe depuis 2015 mais n'est intégré qu'en 2019 aux The Best FIFA Football Awards.
| Année | Gardien                                          | Défenseurs | Milieux | Attaquants |
| ----- | ------------------------------------------------ | --- | --- | --- |
| 2019  | Sari van Veenendaal (Arsenal/Atlético de Madrid) | Wendie Renard (Olympique lyonnais) Lucy Bronze (Olympique lyonnais) Kelley O'Hara (Utah Royals) Nilla Fischer (Wolfsburg/Linköpings) | Amandine Henry (Olympique lyonnais) Rose Lavelle (Washington Spirit) Julie Ertz (Chicago Red Stars)                | Alex Morgan (Orlando Pride) Megan Rapinoe (Seattle Reign) Marta (Orlando Pride)                                                            |
| 2020  | Christiane Endler (Paris Saint-Germain)          | Millie Bright (Chelsea) Lucy Bronze (Olympique lyonnais/Manchester City) Wendie Renard (Olympique lyonnais)                          | Barbara Bonansea (Juventus) Verónica Boquete (Utah Royals FC/AC Milan) Delphine Cascarino (Olympique lyonnais)     | Pernille Harder (Wolfsburg/Chelsea) Tobin Heath (Portland Thorns FC/Manchester United) Vivianne Miedema (Arsenal) Megan Rapinoe (OL Reign) |
| 2021  | Christiane Endler (O.Lyonnais)                   | Lucy Bronze (Manchester City) Wendie Renard (O.Lyonnais) Magdalena Eriksson (Chelsea) Millie Bright (Chelsea)                        | Carli Lloyd (NJ/NY Gotham) Estefanía Banini (Juventus) Barbara Bonansea (Atlético de Madrid)                       | Marta (Orlando Pride) Alex Morgan (Orlando Pride) Vivianne Miedema (Arsenal)                                                               |
| 2022  | Christiane Endler (O.Lyonnais)                   | Lucy Bronze (Manchester City / FC Barcelone) Wendie Renard (O.Lyonnais) Leah Williamson (Arsenal) Mapi León (FC Barcelone)           | Lena Oberdorf (Wolfsburg) Alexia Putellas (FC Barcelone) Keira Walsh (Manchester City / FC Barcelone)              | Beth Mead (Arsenal) Alex Morgan (Orlando Pride) Sam Kerr (Chelsea)                                                                         |
| 2023  | Mary Earps (Manchester United)                   | Lucy Bronze (FC Barcelone) Olga Carmona (Real Madrid) Alex Greenwood (Manchester City)                                               | Ella Toone (Manchester United) Aitana Bonmati (FC Barcelone) Keira Walsh (FC Barcelone)                            | Lauren James (Chelsea) Alex Morgan (San Diego Wave) Sam Kerr (Chelsea) Alessia Russo (Manchester United / Arsenal)                         |
| 2024  | Alyssa Naeher (Chicago Red Stars)                | Lucy Bronze (FC Barcelone / Chelsea) Naomi Girma (San Diego Wave) Irene Paredes (FC Barcelone) Ona Batlle (FC Barcelone)             | Gabi Portilho (Corinthians) Aitana Bonmati (FC Barcelone) Patri Guijarro (FC Barcelone) Lindsey Horan (O.Lyonnais) | Caroline Graham Hansen (FC Barcelone) Salma Paralluelo (FC Barcelone)                                                                      |

## Prix par année
- The Best FIFA Football Awards 2016
- The Best FIFA Football Awards 2017
- The Best FIFA Football Awards 2018
- The Best FIFA Football Awards 2019
- The Best FIFA Football Awards 2020 (en)
- The Best FIFA Football Awards 2021
- The Best FIFA Football Awards 2022

## Prix par nom
- The Best, Joueur de la FIFA
- The Best, Joueuse de la FIFA
- The Best, Gardien de but de la FIFA
- The Best, Entraîneur de la FIFA
- Prix Puskás de la FIFA
- Distinction Fair-play de la FIFA (en)
- Prix des Supporters de la FIFA
- FIFA FIFPro World11